# Rita Donaghy
Pour les articles homonymes, voir Donaghy.
Rita Margaret Donaghy, baronne Donaghy, (née le 9 octobre 1944) est une administratrice d'université britannique, une syndicaliste et une pair travailliste à la Chambre des lords. 

## Biographie
Diplômée de l'Université de Durham, Donaghy travaille à l'Institute of Education de l'Université de Londres en tant que registraire adjoint et plus tard en tant que secrétaire permanent de l'Union des étudiants; 
En octobre 2000, elle quitte ses fonctions syndicales après avoir été nommée présidente du service de conciliation industrielle ACAS, poste qu'elle occupe jusqu'en 2007. Elle siège au Comité sur les normes de la vie publique (Comité Nolan) de 2001 à 2007, brièvement en tant que présidente après la fin du mandat de trois ans d'Alistair Graham. 
Elle est membre de la Low Pay Commission  et de l'Employment Tribunal Taskforce et préside le TUC Disabilities Forum. 
Elle est faite chevalier de l'Ordre de l'Empire britannique en 1998 pour les services aux relations industrielles et commandeur en 2005 pour les services aux relations de travail. Elle détient des doctorats honorifiques de l'Open University (2003), de l'Université de Keele (2004) et de l'Université de Greenwich (2005). En 2003, elle reçoit une bourse du Chartered Institute of Personnel and Development, suivie en 2004 de la bourse de la Royal Society of Arts (FRSA). 
Elle est créée baronne Donaghy, de Peckham dans l'arrondissement londonien de Southwark, le 26 juin 2010. 